# Bastro
Bastro was een Amerikaanse posthardcore band die eind jaren 1980 en begin jaren 1990 actief was. De belangrijkste bezetting van de band bestond uit David Grubbs op gitaar, Clark Johnson op basgitaar en John McEntire op drums. De band experimenteerde ook met het gebruik van piano-, orgel- en musique concrète-composities, een voorafschaduwing van de daaropvolgende muzikale projecten van McEntire en Grubbs.

## Bezetting
- David Grubbs[2] (gitaar)
- Clark Johnson[3] (basgitaar)
- John McEntire[4] (drums)
- Bundy K. Brown[5] (basgitaar)

## Geschiedenis
Bastro werd gevormd door Louisville (Kentucky)-gitarist David Grubbs, nadat zijn voormalige band Squirrel Bait in 1987 was ontbonden. Grubbs was verhuisd naar Washington D.C. om naar de Georgetown University te gaan, waar hij een vroege versie van Bastro begon met bassist Dan Treado, die al snel vertrok. Grubbs vriend Clark Johnson, die bas had gespeeld in Squirrel Bait, voegde zich bij Grubbs en het duo nam de zes nummers tellende ep Rode Hard & Put Up Wet op, ondersteund door een drummachine en ontworpen door Steve Albini voor Homestead Records in 1988.
Na hun eerste publicatie toerde Bastro met de band My Dad Is Dead, wiens drummer toentertijd Oberlin College percussie-majoor John McEntire was. McEntire sloot zich al snel aan bij Bastro, ter vervanging van de drummachine en het trio nam een volledig album op met de voormalige Squirrel Bait-technicus Howie Gano. Twee nummers van deze sessie werden als single uitgebracht in 1989 en een testpersing van het album werd gemaakt, maar vervolgens geschrapt toen de band terugkwam van hun eerste Europese tournee en besloot dat ze het beter konden doen. Ze keerden terug naar de studio met technicus Brian Paulson en namen snellere versies van hun nummers op en deze - samen met Shoot Me a Deer en Wurlitzer uit de eerste sessie - omvatten de eerste lp van de band Diablo Guapo. De 12 nummers van het album klokken 28 minuten en bevatten een cover van Pretty Smart On My Part van Phil Ochs als vervolg op Squirrel Baits eigen Ochs-eerbetoon op hun album Skag Heaven. Naast het presenteren van Bastro als een noiserock power trio dat constant wisselende maatsoorten speelt, speelt Grubbs ook piano op één nummer, vermengd met gitaarfeedback, tapemuziek en gesproken woord en het titelnummer van het album Guapo heeft een discordante hoornsectie.
Tijdens deze periode was Johnson ingeschreven aan de Northwestern University in de buitenwijk Evanston (Illinois) in Chicago en speelde Grubbs ook in de band Bitch Magnet, wat resulteerde in een pauze van twee jaar voor Bastro's tweede album Sing the Troubled Beast. De bezetting van de band werd diverser, waaronder meer piano, orgel en een excursie in musique concrète op het nummer The Sifter. De teksten van Grubbs werden ook stomper. Johnson verliet vervolgens de band om rechten te studeren en werd op bas vervangen door Bundy K. Brown. Bastro toerde en nam een single op met de band Codeine en begon met het schrijven van nieuw, meestal instrumentaal materiaal, waarvan sommige later als live-album zouden worden uitgebracht. Grubbs verhuisde naar de graduate school aan de Universiteit van Chicago en de band die bekend staat als Bastro evolueerde naar Grubbs' volgende project Gastr del Sol, waarbij Brown en McEntire zich bij hem voegden voor het debuutalbum van dat project The Serpentine Similar.

## Discografie
- 1988: Rode Hard and Put Up Wet (lp, mini-album, Homestead Records)
- 1989: Shoot Me A Deer/Goiter Blazes (7" single, Homestead Records)
- 1989: Diablo Guapo (lp/cd, Homestead Records)
- 1991: A L'Ombre De Nous (In Our Shadow)/Produkt (7" en 12" met de band Codeine (Sub Pop, Glitterhouse)
- 1991: Sing the Troubled Beast (lp/cd, Homestead Records)
- 2005: Antlers: Live 1991 (cd, Blue Chopsticks Records)
- 2005: Sing the Troubled Beast/Diablo Guapo (cd die beide lp's combineert, min één track, Drag City)